# Vitali Stesin
Vitali Stesin (russisch Виталий Львович Стесин, Witali Lwowitsch Stessin; * 22. November 1940 in Moskau; † 15. Dezember 2012 in Wien) war ein russischer Maler.

## Leben
Vitali Stesin wurde 1940 in Moskau geboren. Seine beiden Eltern stammten aus jüdischen Familien. Sein Vater Lew war General der sowjetischen Streitkräfte, später gehörte er zur Leitung einer Zeitschrift für Wehrtechnik.
Vitali Stesin begann in Moskau ein Studium der Chemie, brach dies aber ab. Zunächst versuchte er sich bei einem Kabarett, bevor er mit einem Puppentheater die sowjetische Provinz bereiste. Anfang der 1960er Jahre begann er, intensiv zu malen. Seinen Lebensunterhalt verdiente er dabei offiziell u. a. als Leiter des Kulturhauses eines Dorfes bei Moskau sowie inoffiziell als Restaurator von Ikonen. In dieser Zeit stieß er zur „Jungen Moskauer Avantgarde“, der Szene aus Künstlern und Literaten außerhalb des staatlichen Kunstbetriebs, die keine Chance hatten, ihre Werke in einer Galerie zu zeigen oder in einem Verlag zu publizieren. Zu seinen Ateliernachbarn gehörten Erik Bulatow, Ilya Kabakow und Ernst Neiswestny.
Zu seinem Freundeskreis im „Moskauer Untergrund“ zählten die Schriftsteller Wenedikt Jerofejew und Eduard Limonow. Jerofejew wies während der Perestroika, als er endlich publizieren durfte, in einem Interview auf Stesin hin. Limonow bezeichnete ihn als Freund, der ein „halb verrückter Typ“ (полубезумный тип) gewesen sei. Auch erwähnte Limonov ihn in seiner autobiographischen Prosa.
Über den Dichter und ehemaligen Lagerhäftling Wladimir Gerschuni knüpfte Stesin Kontakte in die Dissidentenszene. Wegen des zunehmenden Drucks des KGB auf die alternative Kunstszene stellte er einen Antrag auf Ausreise nach Israel. 1973 konnte er die Sowjetunion verlassen. Seine Bilder wurden dabei vom sowjetischen Zoll beschlagnahmt.  Er ließ sich zunächst in Tel Aviv nieder.
1975 nahm er das Angebot an, nach Köln überzusiedeln, im Stadtteil Ehrenfeld konnte er günstig eine Wohnung mit Atelier mieten. Doch überwarf er sich bald mit seiner Galeristin Kenda Bargera. Zunehmend setzte er sich mit den großen Religionen auseinander, besonders intensiv studierte er die Bibel.
Bei einer Reise nach Wien lernte er seine künftige Frau Iris kennen, die ebenfalls aus einer jüdischen Familie stammte. Bis zu seinem Lebensende pendelte Stesin zwischen Köln und Wien.

## Künstlerisches Schaffen
Stesin wird der russischen Neo-Avantgarde zugerechnet, auch „zweite russische Avantgarde“ oder seinerzeit „Moskauer Junge Avantgarde“ genannt. Er galt als einer der Köpfe des „Moskauer Underground“.
Seine abstrakten und utopischen Szenerien sind stark von Kubismus und Futurismus beeinflusst, insbesondere von Wassily Kandinsky und Pawel Filonow, deren Werke damals in der Sowjetunion nicht ausgestellt wurden und verpönt waren.  Es selbst nannte seine Bilder „kosmische Landschaften“. Die meisten Bezeichnungen, die Stesin ihnen selbst gegeben hat, kommen aus der Welt der Mathematik oder der Bibel. Wegen der religiösen Bezüge wurde er auch als „nonkonformistischer Mystiker“ gesehen.
Mehrheitlich handelt es sich um von Farbknäueln und geometrischen Formen geprägte Buntstiftzeichnungen und Ölbilder, unter „Verzicht auf hierarchische Bildstrukturen“ (Reifenscheid). Wegen des „Verzichts auf eine zentrale Perspektive“ wirken sie wie „Luftaufnahmen und Landkarten“, die aber nicht nur die Oberfläche zeigen, sondern auch die darunter liegenden Strukturen (Spielmann).
Auch bemalte er immer wieder Astgabeln, Wurzelholz und Gebrauchsgegenstände aus Holz in einer Weise, die an Indianermasken und die Kunst der Azteken erinnert. (Wolfgang Schlott) Einige dieser bemalten Wurzelskulpturen wurden 1970 in einer Ausstellung für junge Talente gezeigt, die Zeitschrift Sputnik druckte sechs Fotos von diesen Arbeiten ab (Ausgabe 2/1970).

## Ausstellungen
Ende der 1960er und Anfang der 1970er Jahre nahm Stesin mit seinen Bildern an Gruppenausstellungen in Moskauer Privatwohnungen teil.
Seit seiner Ausreise aus der Sowjetunion waren ihm Einzelausstellungen gewidmet, u. a.
- P.E.N.-Kongress, Jerusalem (1974)
- Galerie Bar-Gera, Köln (1975)
- Galerie Colleyo, Genf (1976)
- Art Galerie, Heidelberg (1977)
- Bürgerhaus München-Garching, München (1984)
- Ludwig Museum im Deutschherrenhaus, Koblenz (2010)
- Culture Hall, Petach Tikwa/Israel (2011)